# Pneumotorace artificiale
Lo pneumotorace artificiale è un trattamento medico per le malattie polmonari inventato dal medico Carlo Forlanini e attualmente in disuso.

## Storia del trattamento

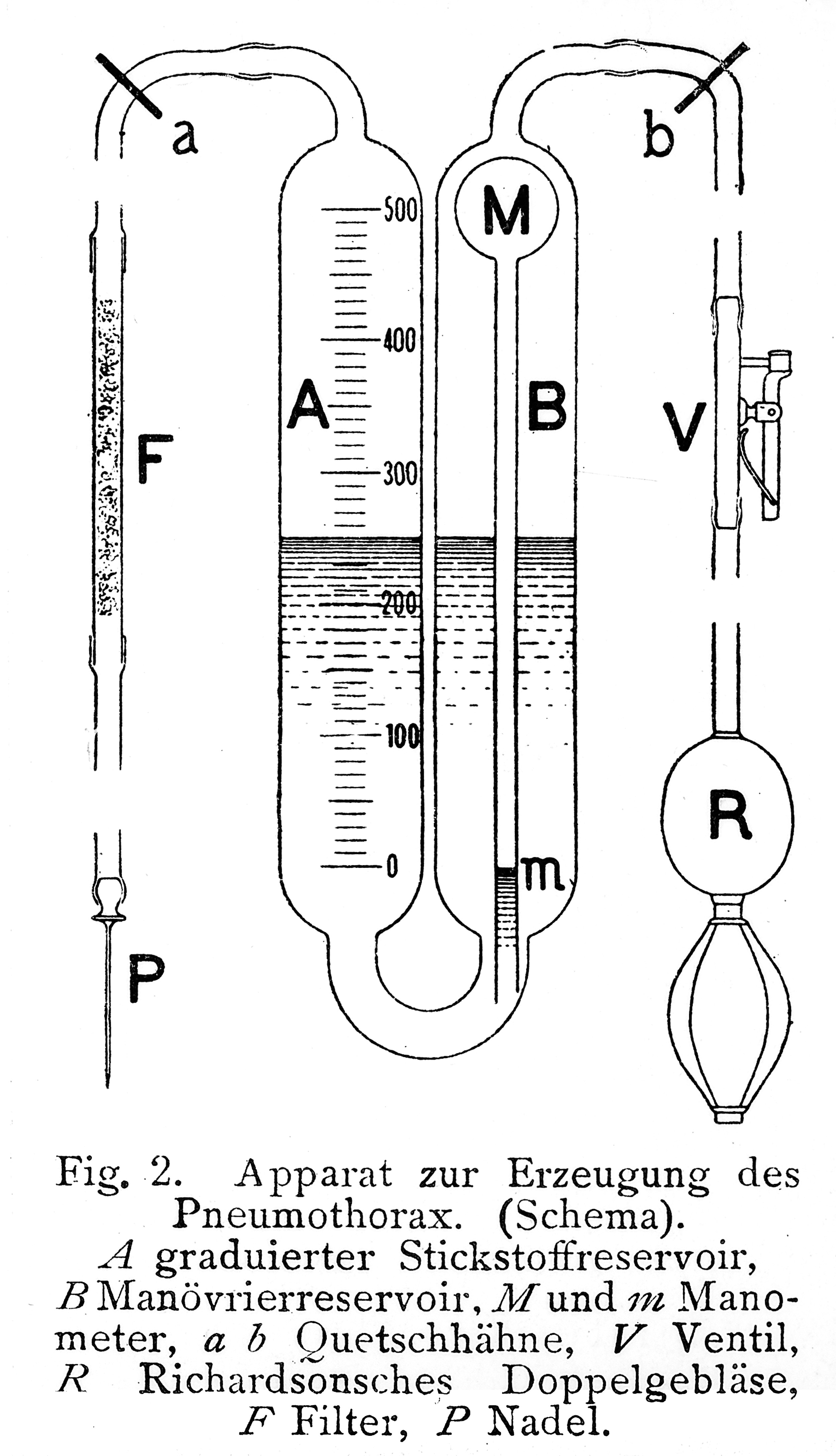
Apparecchio di Forlanini

Il trattamento è stato concepito per il trattamento della tubercolosi dal medico italiano Carlo Forlanini nel 1882. Esso fu utilizzato con pieno successo da Forlanini a partire dal 1888 dopo gli esperimenti eseguiti sugli animali. Risultati incoraggiati verranno resi noti alla comunità scientifica durante il Congresso di Medicina del 1894, tuttavia dovette attendere il 1912 per essere pienamente accettato, quando cioè venne presentato a Roma alla settima Conferenza Internazionale sulla Tubercolosi. Tale trattamento si avvale di un apparato che, dopo i primi esemplari, fu sviluppato in diverse tipologie ad opera di diversi medici a partire dagli allievi stessi di Forlanini, come Scipione Riva Rocci, Umberto Carpi De Resmini ed Eugenio Morelli. L'utilità del trattamento venne largamente riconosciuta già all'epoca di Forlanini nella cura di casi altrimenti senza speranza di guarigione: tuttavia, la grande invasività del trattamento, seguito spesso da complicanze, rese difficoltosa la completa accettazione e furono causa dell'iniziale scetticismo. Morelli creò una versione portatile dello strumento, molto diffusa durante la prima guerra mondiale.

## Principio di funzionamento
Il principio nasce dall'osservazione di Forlanini che il verificarsi spontaneo dello pneumotorace dei malati di tubercolosi cavitaria (tisi polmonare) imprime alla malattia un decorso più favorevole. Il trattamento consiste nell'introdurre gas inerte nella cavità pleurica corrispondente al polmone leso, in modo che esso venga posto in stato di riposo funzionale, così da favorirne la cicatrizzazione. Questo principio diede origine alla "collassoterapia".
Il trattamento provoca artificialmente un collasso (pneumotorace) del polmone, tramite l'insufflazione di gas inerte, ad esempio l'azoto, nel polmone leso. La tecnica di Forlanini di tale insufflazione è condotta mediante l'introduzione di un ago cavo nello spazio pleurico, mentre altri medici praticavano un'incisione.

## Controindicazioni
L'invasività e le controindicazioni del trattamento lo resero adatto solo come trattamento di ultima istanza. Tuttavia il basso costo del trattamento, inferiore alla permanenza in un sanatorio, portò anche all'abuso, specialmente sui casi lievi, con conseguenze anche gravi.

## Declino della pratica
La collassoterapia non venne più utilizzata dopo l'avvento e la diffusione della chemioterapia preventiva antitubercolare.